# Mort en terre étrangère
Mort en terre étrangère (Death in a Strange Country, dans l'édition originale en anglais) est un roman policier américain de Donna Leon publié en 1993. C'est le second roman de la série mettant en scène le personnage de Guido Brunetti.

## Résumé
Le cadavre d'un jeune homme est repéré à l'aube dans un canal de Venise. Pour certains protagonistes, le meurtre laisse penser que le mort a été victime d'une agression crapuleuse, sans toutefois que le commissaire Guido Brunetti en soit convaincu. Il s'avère plus tard que la victime est le sergent Michael Forster, inspecteur des services d’hygiène de l'armée américaine, stationné sur la base de Caserma Ederle (en) à  Vicence, à une soixantaine de kilomètres de Venise.
Parallèlement, Brunetti est chargé d'enquêter sur un curieux cambriolage ayant eu lieu dans le palazzo vénitien du riche homme d'affaires Viscardi, sans lien apparent avec l’enquête, sauf dans l'intuition du commissaire.
Le commissaire mène l’enquête avec la supérieure hiérarchique du sergent, le capitaine et docteur Terry Peters, ainsi qu’avec le capitaine de carabiniers de la base Ambrogiano. Quelques jours plus tard, on retrouve la médecin morte d’une overdose. La thèse du suicide semble arranger tout le monde, sauf  évidemment Brunetti. 
L’horizon finit par se refermer totalement sur le commissaire, dépossédé de tout pouvoir de faire apparaître la vérité sur une probable dissimulation d'un trafic international de déchets toxiques, après que soit tombée la chape de plomb des affaires, de la politique et des intérêts américains. Mais c’était sans compter sur la vieille mère du bandit Ruffolo injustement soupçonné et retrouvé mort. Concetta Ruffolo, paria d’entre le parias, se fera vengeance elle-même en se débarrassant de l’homme d’affaires par qui tout est arrivé. 

## Éditions
Éditions originales
- (en) Donna Leon, Death in a Strange Country, Londres, Chapmans Publishers, 27 mai 1993, 288 p. (ISBN 978-1-85592-094-1) — Édition britannique
- (en) Donna Leon, Death in a Strange Country, New York, HarperCollins, juin 1993, 290 p. (ISBN 978-0-06-017008-0, LCCN 92054719) — Édition américaine

Éditions françaises
- Donna Leon (auteur) et William Olivier Desmond (traducteur), Mort en terre étrangère [« Death in a Strange Country »], Paris, Calmann-Lévy, coll. « Calmann-Lévy crime », 10 septembre 1997, 308 p. (ISBN 978-2-7021-2766-7, BNF 36179183).
- Donna Leon (auteur) et William Olivier Desmond (traducteur), Mort en terre étrangère [« Death in a Strange Country »], Paris, Seuil, coll. « Points policier » (no 572), 1er octobre 1998, 308 p. (ISBN 978-2-02-034038-0, BNF 36712573).

## Adaptation télévisée
Le roman a fait l'objet d'une adaptation pour la télévision, en 2006, sous le même titre français (titre allemand original : Endstation Venedig), dans le cadre de la série Commissaire Brunetti dans une réalisation de Sigi Rothemund, produite par le réseau ARD et initialement diffusée le 19 octobre 2006.